# NYSEユーロネクスト
NYSEユーロネクスト（NYSE Euronext・NYSE: NYX）は、2007年4月から2013年まで、NYSEグループとユーロネクストの共同持株会社として存在していた企業。本部はアメリカ合衆国ニューヨーク、欧州本部はフランス・パリにあった。

## 概要
2007年、ユーロネクストとニューヨーク証券取引所が合併して設立された。2012年12月20日、新興取引所のインターコンチネンタル取引所が、NYSEユーロネクストを82億ドル（およそ6900億円）で買収し、NYSEユーロネクストは消滅、インターコンチネンタル取引所はニューヨーク証券取引所を傘下におく一方、ユーロネクストの全株式を売却、ユーロネクストは独立した企業に復帰した。

## 過去に運営していた株式市場
- ニューヨーク証券取引所
  - NYSE Arca
  - NYSE MKT（旧アメリカン証券取引所）
- ユーロネクスト・パリ
- ユーロネクスト・アムステルダム
- ユーロネクスト・ブリュッセル
- ユーロネクスト・リスボン
  - Euronext.liffe
  - パワーネクスト
  - オルターネクスト